# Zazaki jezik
Zazaki (ISO 639-3: zza) iranski je makrojezik kojim govori blizu 3 milijuna ljudi u Aziji i Europi, pretežno u Anatoliji, azijskom dijelu Turske i nešto iseljenika u Njemačkoj.
Zazaki obuhvaća dva individualna jezika, to su južni zazaki ili dimli (1,5 do 2,5 milijuna; Paul 1998.) s narječjima sivereki, kori, hazzu (hazo), motki (moti) i dumbuli (dumbeli); sjeverni zazaki ili kirmanjki (140 000) s narječjima tunceli i varto. Pripadnici etničke grupe zovu se Zaze.

## Vanjske poveznice
- Web Center of Zaza People  Arhivirana inačica izvorne stranice od 25. listopada 2009. (Wayback Machine)